# 傑森·佛雷
傑森·佛雷（Jason Friedberg，1971年10月13日—）是一位美國電影編劇兼導演，曾經是《驚聲尖笑》系列原創編劇之一。他經常與亞倫·塞茲合作共同創作且執導出許多電影，多為惡搞嘲諷類型電影，諸如《終極笑探》、《正宗約會電影》、《史詩大帝國》和《這不是斯巴達》。 

## 電影作品
| 年份 | 片名         | 原名 | 職位       |
| ---- | ------------ | ---- | ---------- |
| 1996 | 终极笑探     |      | 編劇       |
| 2000 | 驚聲尖笑     |      | 編劇       |
| 2006 | 正宗約會電影 |      | 導演、編劇 |
| 2006 | 史詩大帝國   |      | 導演、編劇 |
| 2008 | 這不是斯巴達 |      | 導演、編劇 |
| 2008 | 終極災難電影 |      | 導演、編劇 |
| 2010 | 吸血鬼了沒   |      | 導演、編劇 |
| 2013 | 雞餓遊戲     |      | 導演、編劇 |
| 2013 | 疯狂单身夜   |      | 導演、編劇 |
| 2015 | 風馳電掣     |      | 導演、編劇 |

## 外部連結
- 傑森·佛雷在互联网电影资料库（IMDb）上的資料（英文）